# Liechtensteiner Cup 1988/89
Der Liechtensteiner Cup 1988/89 war die 44. Austragung des Fussballpokalwettbewerbs der Herren in Liechtenstein. Der FC Balzers gewann zum achten Mal den Titel.

## Teilnehmende Mannschaften
Folgende 15 Mannschaften nahmen am Liechtensteiner Cup teil:
| - FC Schaan - FC Schaan II - FC Schaan Azzurri - FC Vaduz - FC Vaduz II - FC Ruggell - FC Ruggell II - FC Triesenberg | - FC Triesenberg II - FC Balzers - FC Balzers II - USV Eschen-Mauren - USV Eschen-Mauren II - FC Triesen - FC Triesen II |

## 1. Runde
Der FC Vaduz hatte für diese Runde ein Freilos.
|                      | Ergebnis              |                   |
| -------------------- | --------------------- | ----------------- |
| FC Triesenberg       | 3:3 n. V. (7:6 n. E.) | FC Schaan         |
| USV Eschen-Mauren II | 2:3                   | FC Triesen        |
| FC Schaan II         | 1:6                   | FC Balzers        |
| FC Ruggell II        | 0:6                   | FC Vaduz II       |
| FC Balzers II        | 1:2                   | USV Eschen-Mauren |
| FC Triesenberg II    | 2:4                   | FC Triesen II     |
| FC Schaan Azzurri    | 0:5                   | FC Ruggell        |

## Viertelfinale
|                | Ergebnis |                   |
| -------------- | -------- | ----------------- |
| FC Triesenberg | 2:3      | USV Eschen-Mauren |
| FC Triesen     | 1:5      | FC Balzers        |
| FC Vaduz II    | 2:1      | FC Ruggell II     |
| FC Triesen II  | 0:7      | FC Vaduz          |

## Halbfinale
|                   | Ergebnis              |            |
| ----------------- | --------------------- | ---------- |
| USV Eschen-Mauren | 1:0                   | FC Vaduz   |
| FC Vaduz II       | 1:1 n. V. (2:4 n. E.) | FC Balzers |

## Finale
Das Finale fand am 4. Mai 1989 in Triesen statt.
| Datum      |            | Ergebnis |                   |
| ---------- | ---------- | -------- | ----------------- |
| 04.05.1989 | FC Balzers | 4:2      | USV Eschen-Mauren |